# The Dave Brubeck Quartet
The Dave Brubeck Quartet est un quartet de jazz fondé en 1951 par Dave Brubeck, incluant Brubeck au piano et Paul Desmond au saxophone. Il est l'auteur des standards Take Five et Blue Rondo a la Turk.
Tout au long de son existence, la formation connaîtra de nombreux changements de configuration ; parmi les musiciens ayant joué dans le groupe :
- Joe Morello et Alan Dawson (batterie),
- Eugene Wright (contrebasse),
- Gerry Mulligan (saxophone baryton),
- Bobby Militello (saxophones alto et ténor, flûte)
- Bill Smith (clarinette).

Le quartet contribua à élargir le public du jazz et à lutter pour l'intégration raciale, grâce à la présence du contrebassiste noir Eugene Wright.

## Discographie partielle
- Jazz at the College of the Pacific (1953) Fantasy Records
- Jazz at Oberlin (1953) Fantasy Records
- Jazz Goes to College (en) (1954) Columbia Records
- Time Out (1959) Columbia Records/Legacy
- Time Further Out (1961) Columbia Records/Legacy
- Countdown Time in Outer Space (1962) Columbia Records
- "Brubeck in Amsterdam" (1962) Columbia Records
- Brandenburg Gate: Revisited  (1963) Columbia Records
- Jazz Impressions of Japan (1964) Columbia Records/Legacy
- DBQ In Berlin (1964) Columbia Records
- Time changes (1964) Columbia Records
- Dave Brubeck's Greatest Hits (1966) Columbia Records/Legacy
- Time In (1966) Columbia Records
- Jackpot (1966, live in Las Vegas) Columbia Records
- Adventures in Time (1968) Columbia Records
- DBQ 25th Anniversary Reunion (1976) A&M Records
- The Dave Brubeck Quartet at Carnegie Hall (2001) Columbia Records
- The Absolutely Essential (2010) Big3 Records - Coffret 3 CD
- The Columbia Years (2014) Not Now Music
- Time OutTakes (2020) Brubeck Editions